# Achim Warmbold
Achim Warmbold, né le 17 juillet 1941, est un ancien pilote de rallye allemand.

## Biographie
Il participa au championnat du monde des rallyes de 1973 à 1975, sur Fiat 124 Abarth Spyder, BMW 2002 Ti, Alpine-Renault et Toyota Celica (la plupart du temps copiloté par Jean Todt) et de 1978 à 1986 au volant de Lancia et de Mazda 323 et RX-7 Groupe B. Il totalise 27 courses en Championnat du monde avec un score de 87 points. Sa dernière participation à un rallye mondial (appellation WRC depuis 1998), à l'âge de 59 ans et copiloté par son fils Antony, au volant d'une Toyota Corolla WRC, lors du Network Q Rally de Grande-Bretagne 1999, se solda par une casse moteur. 
Il a également créé, en 1982, le Mazda Rally Team, pour lequel il pilota un temps, aux côtés de Rod Millen, Ingvar Carlsson, Neil Allport et Philippe Wambergue avant de devenir manager à temps complet du team, devenu alors le Mazda Rally Team Europe (MRTE) en y engageant les pilotes de notoriété, tels que Grégoire De Mévius, Timo Salonen, Hannu Mikkola, Mikael Sundström, Jesús Puras et Tommi Mäkinen.

## Palmarès

### Titres
- Double Champion d'Allemagne de l'Ouest des rallyes, en 1971 (copilote Hans-Christoph Mehmel) - BMW 2002 Ti, et en 1980 (copilote Wolfgang Inhester) - Toyota Celica 2000 GT
  - 3e du championnat d'Europe des rallyes en 1970
  - 3e du championnat du monde des rallyes pilotes en 1973 - BMW 2002 Ti

### Victoires en Championnat du monde des rallyes (marques uniquement)
- Rallye d'Autriche en 1973 (copilote Jean Todt) - BMW 2002 Ti
- Rallye de Pologne en 1973 (copilote Jean Todt) - Fiat 124 Abarth Spyder

### Victoires en Championnat d'Europe des pilotes
- Rallye DDR Nordland (Allemagne de l'Est) 1971 (copilote Hans Christoph Mehmel) - Opel Kadett Rallye
- Rallye du Portugal 1972 (copilote John Davenport) - BMW 2002 Ti
- Rallye d'Elba (Italie) 1973 (copilote Gunnar Häggbom) - Volkswagen 1303S
- Rallye de Hesse (Allemagne Fédérale) 1975 (copilote John Davenport) - Alpine Renault A310, 1977 (copilote Christian Geistdörfer) - Toyota Corolla, et 1979 (copilote Henry Liddon) - Toyota Celica
- Rallye Donegal (Irlande) 1975 (copilote John Davenport) - BMW 2002 Ti
- Rallye hivernal de Saxe (Allemagne Fédérale) 1976 (copilote Hanno Menne) - Toyota Celica et 1980 (copilote Wolfgang Inhester) - Toyota Celica 2000 GT
- Rallye Saxon de la Baltique (Allemagne Fédérale) 1977 (copilote Jean Todt) - Toyota Corolla 1600GT et en 1980 (copilote Wolfgang Inhester) - Toyota Celica 2000 GT

### Victoires en championnat national des rallyes
- Rallye Jänner (Autriche) 1972 et 1973 (copilote John Davenport en 1973) - Volkswagen 1302S

- 12 Heures de Ronse (Belgique) 1976 (copilote Jean Todt) - Toyota Corolla

### Autres classements notables
- 3e du rallye de l'Acropole (Championnat International des Marques) 1972 (copilote Dörfler) - BMW 2002 Ti
- 4e du rallye d'Afrique du Sud (SARC) 1977

### Autres victoires
- Tour du Sénégal (10e édition) 1979 (copilote Philippe Alexandrini) - Citroën CX 2400 GTI (triplé de la marque et du modèle, avec Jean Deschazeaux deuxième, associé à Jean Plassard, et Jean-Paul Luc troisième, copiloté par Tilber)[1].

### Vistoires en tant que Team-Manager MRTE
- Rallye de Suède 1987 - Timo Salonen/Seppo Harjane - Mazda 323 4WD (Championnat du monde)
- Rallye d'Australie 1988 - Ingvar Carlsson/Per Carlsson - Mazda 323 4WD (APRC)
- Rallye de Suède 1989 - Ingvar Carlsson/Per Carlsson - Mazda 323 4WD (Cht du monde pilote, seulement)
- Rallye de Nlle-Zélande 1989 - Ingvar Carlsson/Per Carlsson - Mazda 323 4WD (Cht du monde pilote, seulement)